# جاك مور
جاك مور (بالإنجليزية: Jack Moore)‏ (6 يوليو 1911 في المملكة المتحدة - ) هو حكم كرة قدم ولاعب كرة مضرب ولاعب كرة قدم بريطاني في مركز حراسة المرمى. لعب مع بورت فايل وستافورد رينجرز.

## وصلات خارجية
- جاك مور على موقع قاعدة بيانات كرة القدم.إي يو (الإنجليزية)
- جاك مور على موقع رابطة محترفي التنس (الإنجليزية)